# Mistrzostwa Ameryki Północnej i Karaibów w Piłce Ręcznej Mężczyzn 2022
Mistrzostwa Ameryki Północnej i Karaibów w Piłce Ręcznej Mężczyzn 2022 – pierwsze mistrzostwa Ameryki Północnej i Karaibów w piłce ręcznej mężczyzn, oficjalny międzynarodowy turniej piłki ręcznej o randze mistrzostw kontynentu zorganizowany przez NACHC mający na celu wyłonienie najlepszej męskiej reprezentacji narodowej w Ameryce Północnej i Karaibach. Odbył się w dniach 26–30 czerwca 2022 roku w mieście Meksyk. Mistrzostwa były jednocześnie eliminacjami do MŚ 2023.
O jedno miejsce premiowane awansem na MŚ 2023 rywalizowały cztery reprezentacje – w pierwszej fazie systemem kołowym, a następnie czołowa dwójka zmierzyła się w meczu finałowym, pozostałe dwie zaś zagrały o trzecią lokatę. Fazę grupową z kompletem zwycięstw zakończyła reprezentacja Stanów Zjednoczonych, która również zwyciężyła w meczu finałowym.

## Faza grupowa
| 26 czerwca 202216:00 | Grenlandia | 28:36(14:19) | Stany Zjednoczone | Centro Deportivo Olímpico Mexicano, Meksyk Sędzia: Belmonte, Coba |
| 26 czerwca 202216:00 |            | 28:36(14:19) |                   | Centro Deportivo Olímpico Mexicano, Meksyk Sędzia: Belmonte, Coba |

| 26 czerwca 202218:00 | Kuba | 25:33(16:13) | Meksyk | Centro Deportivo Olímpico Mexicano, Meksyk Sędzia: Mikaelsen, Petersen |
| 26 czerwca 202218:00 |      | 25:33(16:13) |        | Centro Deportivo Olímpico Mexicano, Meksyk Sędzia: Mikaelsen, Petersen |

| 27 czerwca 202216:00 | Grenlandia | 27:27(12:14) | Kuba | Centro Deportivo Olímpico Mexicano, Meksyk Sędzia: Augusto, Poulet |
| 27 czerwca 202216:00 |            | 27:27(12:14) |      | Centro Deportivo Olímpico Mexicano, Meksyk Sędzia: Augusto, Poulet |

| 27 czerwca 202218:00 | Meksyk | 20:30(11:17) | Stany Zjednoczone | Centro Deportivo Olímpico Mexicano, Meksyk Sędzia: Reyes, Zuñiga |
| 27 czerwca 202218:00 |        | 20:30(11:17) |                   | Centro Deportivo Olímpico Mexicano, Meksyk Sędzia: Reyes, Zuñiga |

| 28 czerwca 202216:00 | Stany Zjednoczone | 32:28(18:16) | Kuba | Centro Deportivo Olímpico Mexicano, Meksyk Sędzia: Blanco, Santillanes |
| 28 czerwca 202216:00 |                   | 32:28(18:16) |      | Centro Deportivo Olímpico Mexicano, Meksyk Sędzia: Blanco, Santillanes |

| 28 czerwca 202218:00 | Meksyk | 26:32(15:16) | Grenlandia | Centro Deportivo Olímpico Mexicano, Meksyk Sędzia: Reyes, Zuñiga |
| 28 czerwca 202218:00 |        | 26:32(15:16) |            | Centro Deportivo Olímpico Mexicano, Meksyk Sędzia: Reyes, Zuñiga |

## Faza pucharowa

### Mecz o miejsca 1–2
| 30 czerwca 202218:00 | Stany Zjednoczone | 33:26(16:15) | Grenlandia | Centro Deportivo Olímpico Mexicano, Meksyk Widzów: 500 Sędzia: Reyes, Zuñiga |
| 30 czerwca 202218:00 |                   | 33:26(16:15) |            | Centro Deportivo Olímpico Mexicano, Meksyk Widzów: 500 Sędzia: Reyes, Zuñiga |

### Mecz o miejsca 3–4
| 30 czerwca 202216:00 | Meksyk | 30:35(13:13) | Kuba | Centro Deportivo Olímpico Mexicano, Meksyk Sędzia: Augusto, Poulet |
| 30 czerwca 202216:00 |        | 30:35(13:13) |      | Centro Deportivo Olímpico Mexicano, Meksyk Sędzia: Augusto, Poulet |

## Klasyfikacja końcowa
| Miejsce | Reprezentacja     | Uwagi          |
| ------- | ----------------- | -------------- |
| złoto   | Stany Zjednoczone | awans: MŚ 2023 |
| srebro  | Grenlandia        | -              |
| brąz    | Kuba              | -              |
| 4       | Meksyk            | -              |